# Терешка
Терешка (Болшая Терешка) (на руски: Терешка) е река в Уляновска и Саратовска област на Русия, последен голям ляв приток на Волга. Дължина 273 km. Площ на водосборния басейн 9710 km².
Река Терешка води началото си на 316 m н.в., на 6 km северозападно от село Верхная Терешка, в южната част на Уляновска област и по цялото си протежение тече в широка долина през Приволжкото възвишение. В горното течение посоката ѝ е източна и тече през най-южната част Уляновска област. След село Новое Зеленое навлиза в Саратовска област, завива на югозапад и до устието си запазва това направление, като тече успоредно на Волга (в района на село Благодатное се доближава на 10 km от нея). В миналото се е вливала отдясно в река Волга, при нейния 1023 km, а сега се влива в Терешкинския залив на Волгоградското водохранилище, на 9 m н.в., на 2 km северозападно от село Кошели в централната част на Саратовска област. Основните ѝ притоци са десни: Избалък (50 km), Алай (87 km), Карабулак (56 km). Има смесено подхранване с преобладаване на снежното с ясно изразено пролетно пълноводие. Среден годишен отток на 46 km от устието 17,5 m³/s. Замръзва през ноември или началото на декември, а се размразява в края на март или началото на април. По течението ѝ са разположени множество, предимно малки населени места в т.ч. районният център селището от градски тип Радишчево в Уляновска област и селището от градски тип Сенной в Саратовска област.